# Peach (musikgrupp)
Peach är ett metalband från England som spelade mellan 1991 och 1994. Bandet döptes om till Sterling 1995 då sångaren Simon Oakes slutade och ersattes av Rod Sterling. Simon Oakes och Rob Havis återbildade Peach 2000, men använde namnet Suns of the Tundra.

## Medlemmar
Peach
- Simon Oakes – sång
- Rob Havis – trummor
- Ben Durling – gitarr
- Justin Chancellor – basgitarr

Suns of the Tundra
- Simon Oakes – sång, gitarr
- Rob Havis – basgitarr
- Andy Prestidge – trummor, synthesizer
- Mark Moloney – gitarr
- Andy Marlow – basgitarr, synthesizer

## Diskografi
Album (som Peach)
- Giving Birth to a Stone (1994)

EPs (som Peach)
- Flow With The Tide (1991)
- Disappear Here (1992)
- Dont Make Me Your God (1992)
- Burn E.P. (1993)

Singlar
- "Spasm" / "Catfood" (1993)

Album (som Suns of the Tundra)
- Suns of the Tundra (2004)
- Tunguska (2006)
- Almost the Right People (2009)
- Bones of Brave Ships (2014)

EP (som Suns of the Tundra)
- Illuminate (2009)